# Laetitia Ramolino
Maria-Letizia "Laetitia" Ramolino (født 24. august 1750 i Ajaccio, død 2. februar 1836 i Rom), tilhørte den korsikanske adelslægt Ramolino . Hun var mor til Napoléon Bonaparte. Da han blev kejser, gav han hende titlen: Madame Mère (de sa Majesté l'empereur).

## Familie
Laetitia Ramolino var gift med Carlo Buonaparte (1746-1785). De fik 13 børn. De otte overlevede til voksenalderen. Det var: 
1. Joseph Bonaparte (1768–1844) konge af Napoli 1806-1808, konge af Spanien 1808-1813.
2. Napoleon Bonaparte, (1769–1821), kejser af Frankrig 1804-1814 og 1815.
3. Lucien Bonaparte (1775–1840) fransk politiker.
4. Élisa Bonaparte, (1777–1820), storhertuginde af Toscana 1809-1814.
5. Louis Bonaparte (1778–1846) konge af Holland 1806-1810.
6. Pauline Bonaparte (1780–1825) kejserlig prinsesse i 1804, hertuginde i Guastalla ved Parma 1806-1815.
7. Caroline Bonaparte (1782–1839) dronning af Napoli 1808-1815. Hun var gift med Joachim Murat,
8. Jérôme Bonaparte (1784–1860) konge af Westfalen 1807-1813.